# 约瑟夫·蒂姆琴科
约瑟夫·安德列维奇·蒂姆琴科（烏克蘭語：Йосип Андрійович Тимченко，1852年4月26日—1924年5月20日）是乌克兰的一名发明家和机械师，他发明了一种胶片相机 。
2016 年，敖德萨的一条街道以他的名字命名。 

## 概述
约瑟夫·蒂姆琴科出生于俄罗斯帝国哈尔科夫省奥科普村的一个农奴家庭，曾在哈尔科夫帝国大学的机械供应商亚历山大·埃德伯格机械车间学习技术。
1874年，蒂姆琴科与朋友一同前往敖德萨；在那里，他受到了米卢霍马克雷的思想影响，计划远走大洋洲。不久之后，蒂姆琴科的朋友回到了哈尔科夫，但蒂姆琴科本人则留在了敖德萨，并在那里担任俄罗斯航运和贸易协会的职员。
1880年起，蒂姆琴科在敖德萨的新罗西斯克大学物理和数学学院担任机械师。随后，他借了15,000卢布，并在普雷俄布拉任斯克大街建造了一座新的厂房。
1924年，蒂姆琴科于敖德萨逝世。

## 发明
蒂姆琴科在世期间曾发明过各方面的产品。1875年，他发明了一种检查蒸汽锅炉压力表的装置。同年，他发明了一个电钟，先是送给总督，让其将此作为礼物送给沙皇。除此之外，他还设计了一种软件机械装置，用于跟踪天体在轨道上的运动，现在仍用于敖德萨天文台。之后他还开发了一种用于眼部手术的显微手术器械。之后的数年内，他还先后发明了一些气象仪器，例如雨云计、风速仪和水银气压指示计。1893年，蒂姆琴科与莫斯科大学的物理学家柳比莫夫教授一起开发了一种名为“蜗牛”的跳跃机制，其可以在频闪仪中间歇性地改变帧；这一机制在之后他与弗莱登伯格联合设计的活动电影放映机也得以被采用。1894年1月在俄罗斯自然科学家和医生第九次代表大会上，蒂姆琴科首次展示了使用圆盘照相底片拍摄的活动电影放映机，并用此放映了拍摄于敖德萨竞技场的电影《疾驰的骑士》和《投矛手》。蒂姆琴科还参与了科德宝自动电话交换机的开发。在之后于巴黎、彼得格勒、敖德萨和下诺夫哥罗德举行的全俄和国际展览会中，蒂姆琴科获得了五枚金牌和三枚银牌。

## 获奖
- 1882 - 莫斯科第十五届全俄工业和艺术展银奖；
- 1884 - 敖德萨农业和工厂展览会金奖；
- 1886 - 基希讷乌比萨拉比亚农业和工业展览会金奖；
- 1889 - 巴黎世界博览会银奖；
- 1896 - 下诺夫哥罗德第十六届全俄工业和艺术展览金奖；
- 1900 - 圣斯坦尼斯拉夫3级骑士勋章；
- 1900 - 巴黎世界博览会金奖；
- 1902 - 圣彼得堡国际渔业展览会金奖和一等奖；
- 1910 年 - 敖德萨艺术和工业展览会银奖。[5][6][7]

## 后世影响
应乌克兰全国电影摄影师联盟的要求，敖德萨市政部门决定在敖德萨立匾永久纪念这位发明家。 这一牌匾现在竖立于普雷俄布拉任斯克大街24号房屋的正面；另外，市政部门还计划在第二基督教公墓为蒂姆琴科及其家人竖立一座纪念碑。

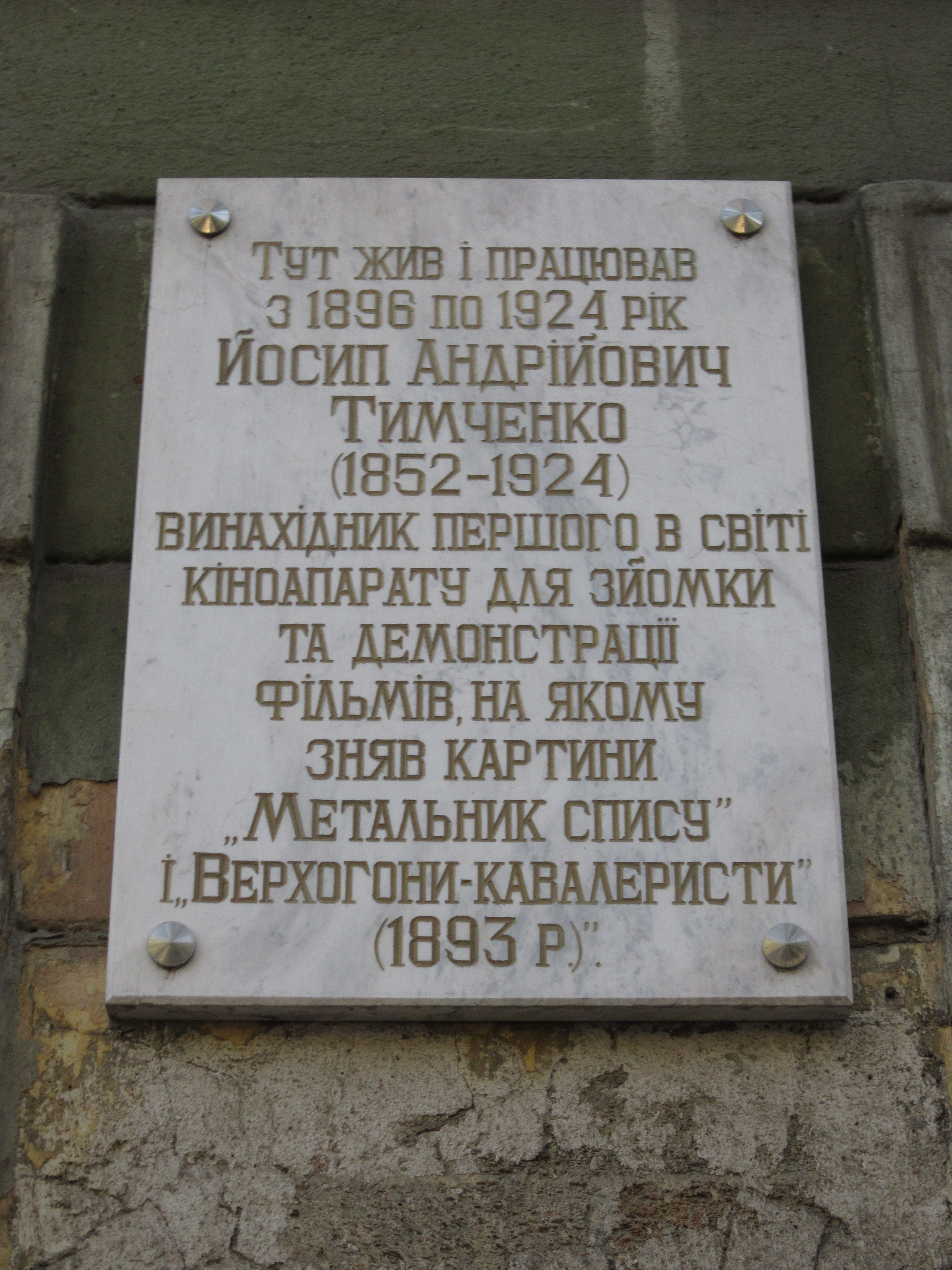
敖德萨大街上蒂姆琴科的纪念牌匾

2012年5月12日，哈尔科夫莫斯科大街10/12号房屋的外立面竖立了一块蒂姆琴科的纪念牌匾，那里曾是蒂姆琴科工作的机械车间。